# Halowe Mistrzostwa Świata w Lekkoatletyce 2024 – bieg na 1500 m kobiet
Bieg na 1500 metrów kobiet – jedna z konkurencji biegowych rozgrywanych podczas halowych lekkoatletycznych mistrzostw świata w Emirates Arena w Glasgow.
Tytułu mistrzowskiego z 2022 nie broniła Gudaf Tsegay.

## Terminarz
Źródło: worldathletics.org.
| Data    | Godzina |            |
| ------- | ------- | ---------- |
| 1 marca | 19:05   | Eliminacje |
| 3 marca | 21:45   | Finał      |

## Rekordy
Tabela prezentuje rekord świata, rekord halowych mistrzostw świata, rekordy kontynentów oraz najlepszy wynik na listach światowych w 2024 przed rozpoczęciem mistrzostw.
|                            | Zawodniczka        | Wynik   | Miejsce   | Data                  | Źródło |
| -------------------------- | ------------------ | ------- | --------- | --------------------- | ------ |
| Rekord świata              | Gudaf Tsegay       | 3:53,09 | Liévin    | 9 lutego 2021(dts)    | [ 2 ]  |
| Rekord mistrzostw świata   | Gudaf Tsegay       | 3:57,19 | Belgrad   | 19 marca 2022(dts)    | [ 2 ]  |
| Rekord Afryki              | Gudaf Tsegay       | 3:53,09 | Liévin    | 9 lutego 2021(dts)    | [ 3 ]  |
| Rekord Ameryki Południowej | Fedra Aldana Luna  | 4:12,95 | Sabadell  | 28 stycznia 2023(dts) | [ 4 ]  |
| Rekord Ameryki Północnej   | Regina Jacobs      | 3:59,98 | Boston    | 1 lutego 2003(dts)    | [ 5 ]  |
| Rekord Australii i Oceanii | Jessica Hull       | 4:01,19 | Nowy Jork | 11 lutego 2024(dts)   | [ 6 ]  |
| Rekord Azji                | Maryam Yusuf Jamal | 3:59,79 | Walencja  | 9 marca 2008(dts)     | [ 7 ]  |
| Rekord Europy              | Abeba Aregawi      | 3:57,91 | Sztokholm | 6 lutego 2014(dts)    | [ 8 ]  |
| Listy światowe             | Freweyni Hailu     | 3:55,28 | Toruń     | 6 lutego 2024(dts)    | [ 2 ]  |

## Wyniki

### Eliminacje
Awans: Trzy najlepsze z każdego biegu (Q).
Źródło: worldathletics.org.
| Pozycja | Bieg | Zawodniczka             | Państwo           | Czas    | Uwagi |
| ------- | ---- | ----------------------- | ----------------- | ------- | ----- |
| 1.      | 2    | Nikki Hiltz             | Stany Zjednoczone | 4:04,34 | Q,    |
| 2.      | 2    | Georgia Bell            | Wielka Brytania   | 4:04,39 | Q     |
| 3.      | 2    | Maia Ramsden            | Nowa Zelandia     | 4:06,51 | Q,    |
| 4.      | 3    | Diribe Welteji          | Etiopia           | 4:07,17 | Q     |
| 5.      | 3    | Salomé Afonso           | Portugalia        | 4:07,55 | Q     |
| 6.      | 3    | Emily Mackay            | Stany Zjednoczone | 4:08,04 | Q     |
| 7.      | 2    | Linden Hall             | Australia         | 4:09,83 | SB    |
| 8.      | 2    | Elise Vanderelst        | Belgia            | 4:10,15 |       |
| 9.      | 2    | Weronika Lizakowska     | Polska            | 4:10,50 |       |
| 10.     | 4    | Agathe Guillemot        | Francja           | 4:11,46 | Q     |
| 11.     | 4    | Birke Haylom            | Etiopia           | 4:11,54 | Q     |
| 12.     | 4    | Lucia Stafford          | Kanada            | 4:11,56 | Q     |
| 13.     | 3    | Marta Pérez             | Hiszpania         | 4:12,27 |       |
| 14.     | 1    | Freweyni Hailu          | Etiopia           | 4:12,38 | Q     |
| 15.     | 1    | Revée Walcott-Nolan     | Wielka Brytania   | 4:13,06 | Q     |
| 16.     | 3    | Simone Plourde          | Kanada            | 4:13,40 |       |
| 17.     | 1    | Esther Guerrero         | Hiszpania         | 4:14,23 | Q     |
| 18.     | 3    | Joceline Wind           | Szwajcaria        | 4:15,29 |       |
| 19.     | 1    | Vera Hoffmann           | Luksemburg        | 4:15,52 | SB    |
| 20.     | 4    | Martyna Galant          | Polska            | 4:15,57 |       |
| 21.     | 1    | Yolanda Ngarambe        | Szwecja           | 4:15,77 |       |
| 22.     | 1    | Sofia Thøgersen         | Dania             | 4:16,06 |       |
| 23.     | 3    | Fedra Aldana Luna       | Argentyna         | 4:17,14 | SB    |
| 24.     | 1    | María Pía Fernández     | Urugwaj           | 4:17,77 | NR    |
| 25.     | 4    | Lenuta Petronela Simiuc | Rumunia           | 4:18,52 |       |
| 26.     | 4    | Sarah Healy             | Irlandia          | 4:18,86 |       |
| 27.     | 4    | Giulia Aprile           | Włochy            | 4:20,21 |       |
| 28 !    | 2    | Claudia Mihaela Bobocea | Rumunia           | DNF     |       |

### Finał
Źródło: worldathletics.org.
| Pozycja | Zawodniczka         | Państwo           | Czas    | Uwagi |
| ------- | ------------------- | ----------------- | ------- | ----- |
| 01 !    | Freweyni Hailu      | Etiopia           | 4:01,46 |       |
| 02 !    | Nikki Hiltz         | Stany Zjednoczone | 4:02,32 | PB    |
| 03 !    | Emily Mackay        | Stany Zjednoczone | 4:02,69 | PB    |
| 4.      | Georgia Bell        | Wielka Brytania   | 4:03,47 |       |
| 5.      | Diribe Welteji      | Etiopia           | 4:03,82 |       |
| 6.      | Revée Walcott-Nolan | Wielka Brytania   | 4:04,60 |       |
| 7.      | Agathe Guillemot    | Francja           | 4:04,94 |       |
| 8.      | Salomé Afonso       | Portugalia        | 4:06,18 | PB    |
| 9.      | Birke Haylom        | Etiopia           | 4:06,27 |       |
| 10.     | Maia Ramsden        | Nowa Zelandia     | 4:06,88 |       |
| 11.     | Lucia Stafford      | Kanada            | 4:08,90 |       |
| 12.     | Esther Guerrero     | Hiszpania         | 4:12,33 |       |